# کالار بام

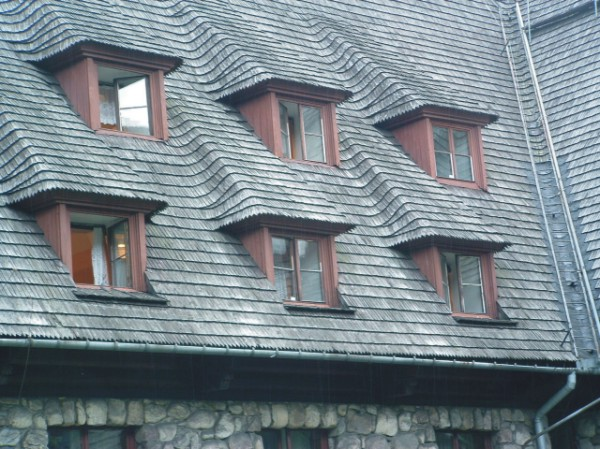
سقف کالاری در زاکوپان، لهستان. با مساحت ۶۰۰۰ متر مربع یکی از بزرگترین سقف‌های کالاری چوبی در اروپا بود.

کالارهای بامی(به انگلیسی Roof shingle) یک پوشش سقف است که از اجزای جداگانه همپوشان تشکیل شده‌است. این اجزا معمولاً به صورت مسطح و مستطیل شکل هستند که از لبه پایین سقف به سمت بالا روی هم قرار گرفته‌اند و هر کدام به صورت پیوسته با اتصالات زیرش همپوشانی دارد. کالار توسط تیرهای سقف نگه داشته می‌شود و از مواد مختلفی مانند چوب، تخته سنگ، سنگ‌فرش، فلز، پلاستیک و مواد کامپوزیتی مانند سیمان الیاف و کالارهای آسفالت ساخته شده‌است. کاشی‌های سقفی سرامیکی که هنوز هم در اروپا و برخی از مناطق آسیا تسلط دارند، هنوز هم معمولاً کاشی نامیده می‌شوند. کالارهای سقفی ممکن است سریعتر خراب شده و نیاز به دفع آب بیشتر از کالارهای دیواری داشته باشند. کالار در ایالات متحده یک ماده پوششش بام بسیار رایج هست.